# George Coventry (10e comte de Coventry)
Pour les articles homonymes, voir Coventry.
George William Reginald Victor Coventry, 10e comte de Coventry, né le 10 septembre 1900 et mort au combat le 27 mai 1940, est un homme politique et noble britannique.

## Biographie
Troisième des quatre enfants mais premier fils du lieutenant-colonel George Coventry, il épouse en septembre 1921 Nesta Philipps, originaire du Carmarthenshire au pays de Galles et fille du baron Kylsant, dont il a quatre enfants, dont George, qui devient le 11e comte de Coventry. Membre du Parti conservateur, il se présente sans succès dans la circonscription de Carmarthen, acquise de longue date aux libéraux, aux élections législatives de 1922. En mars 1930 il hérite de son grand-père, également appelé George, le titre de comte de Coventry de la pairie d'Angleterre, créé à la fin du XVIIe siècle,.
Lieutenant dans le 7e bataillon du régiment du Worcestershire, il participe à la Seconde Guerre mondiale. Il est tué au combat le 27 mai 1940 à La Bassée durant la bataille de Dunkerque, et inhumé au cimetière communal de Givenchy-lès-la-Bassée. Il est l'un des cinquante-six parlementaires britanniques morts à la Seconde Guerre mondiale et commémorés par un vitrail au palais de Westminster. Son fils George, né en 1934, hérite de son titre de comte,,,.